# Le Jour du dauphin
Pour plus de détails, voir Fiche technique et Distribution.
Le Jour du dauphin (The Day of the Dolphin) est un film américain réalisé par Mike Nichols et sorti en 1973. Il s'inspire du roman Un animal doué de raison de Robert Merle.

## Synopsis
Un savant et son équipe étudient le comportement des dauphins : le scientifique élève un jeune dauphin et réussit à lui enseigner des rudiments d'anglais. La communication entre cet animal doué de raison et l'homme s'engage. C'est à la fois une fascinante réflexion sur le dialogue entre l'homme et la nature, un hymne à ces animaux extraordinaires que sont les dauphins, mais aussi une réflexion sur l'influence de l'homme, la guerre, l'écologie.

## Fiche technique
- Titre français : Le Jour du dauphin
- Titre original : The Day of the Dolphin
- Réalisation : Mike Nichols
- Scénario : Buck Henry, d'après le roman Un animal doué de raison de Robert Merle
- Musique : Georges Delerue
- Photographie : William A. Fraker
- Montage : Sam O'Steen
- Décors : Richard Sylbert
- Affiche : Robert McGinnis
- Société de production : AVCO Embassy Pictures
- Production : Joseph E. Levine et Robert Relyea
- Budget : 8,5 millions de dollars (6,45 millions d'euros)
- Costumes : Anthea Sylbert
- Pays de production :  États-Unis
- Langue originale : anglais
- Format : couleurs - 2,35:1 - 35 mm - stéréo
- Genre : Drame, science-fiction, thriller
- Durée : 104 minutes
- Date de sortie :
  - États-Unis : 19 décembre 1973

## Distribution
- George C. Scott : le docteur Jake Terrell
- Trish Van Devere : Maggie Terrell
- Paul Sorvino : Curtis Mahoney
- Fritz Weaver : Harold DeMilo
- Jon Korkes : David
- Edward Herrmann : Mike
- Leslie Charleson : Maryanne
- John David Carson : Larry
- Victoria Racimo : Lana
- John Dehner : Wallingford
- Severn Darden : Schwinn
- William Roerick : Dunhill
- Elizabeth Wilson : Mme Rome
- Buck Henry : la voix des dauphins

## Production
Roman Polanski devait initialement réaliser le film pour United Artists en 1969. Il avait lui-même écrit le scénario et Jack Nicholson était envisagé dans le rôle principal. Alors qu'il était en plein repérages en Angleterre, sa femme, l'actrice Sharon Tate, fut assassinée par « la Famille » de Charles Manson,. De retour aux États-Unis, le cinéaste abandonne le projet,.
L'année suivante, Franklin Schaffner est annoncé à la réalisation du film, repris par Mirisch Corporation. Mais le projet ne se concrétise pas et est repris par le producteur Joseph E. Levine et Embassy Pictures. La réalisation est confiée à Mike Nichols, sous contrat avec Levine,.
Le tournage a lieu aux Bahamas sur les îles Abacos et à Miami. Le tournage est difficile. George C. Scott provoque dès le début trois jours de retard. Mike Nichols le décrira plus tard comme le tournage le plus difficile qu'il ait fait à ce jour.

## Accueil
La représentation de la parole du dauphin, axe important de l'oeuvre de Robert Merle "peut paraître un peu kitsch et déconcertante" dans le film, selon la critique dans Culturoping par Jean-François Dickeli". Un relatif échec en salle et un "accueil mitigé de la critique" ont causé l'oubli relatif du film, qui touche surtout par "l’interprétation de Scott et sa relation très émouvante avec les dauphins", tandis que la musique de George Delerue est saluée pour "restituer parfaitement la tristesse de cette relation brisée et vouée à l’échec". Il est aussi reproché au réalisateur de "ne pas vraiment choisir" entre "thriller paranoïaque et film familial" ou de "prendre la forme du récit d’une opération militaire très réaliste et terre à terre".

## Bande originale
1. Theme From The Day of the Dolphin
2. Eye of the Dolphin; The Red Ball
3. Reunion
4. Finding the Flag
5. Circles and Squares
6. Whirlpool
7. Dolphin Hunt; They're Sneaking Up On Us
8. Nocturne
9. The Chase
10. Return To The Island; Goodbye
11. Dummy Mine; Mr. Stone In Alpha House
12. Farewell
13. End Title
14. Theme From The Day of the Dolphin

## Distinctions
- Nomination à l'Oscar de la meilleure musique de film (Georges Delerue) et à l'Oscar du meilleur son (Richard Portman et Larry Jost) en 1974.
- Nomination au Golden Globe de la meilleure musique de film en 1974.
- Nomination au Saturn Award du meilleur film de science-fiction, par l'Académie des films de science-fiction, fantastique et horreur en 1975.

## Différences avec le roman
L'adaptation cinématographique diffère sensiblement du livre au niveau du scénario. Dans le roman, le professeur Sevilla déjoue un complot de la CIA qui, par une provocation utilisant les deux dauphins dressés comme porteurs d'une mine, tentent de détruire un navire US pour en faire retomber la responsabilité sur les Soviétiques.  Écœuré par ce complot et craignant pour sa propre vie, il décide finalement de se réfugier à Cuba. Dans l'adaptation cinématographique, les «méchants» sont une obscure officine dissimulée derrière une fondation scientifique qui finance le savant (rebaptisé Jake Terrell). Leur but est d'assassiner le Président des États-Unis en faisant sauter son yacht. Robert Merle, qui ne faisait pas mystère de son engagement à gauche, était très critique à propos de l'attitude des États-Unis durant la Guerre froide et, en particulier, concernant leur intervention au Vietnam.